# Kozi Róg
Kozi Róg – wieś w Polsce, położona w województwie kujawsko-pomorskim, w powiecie brodnickim, w gminie Brodnica.

## Podział administracyjny
W latach 1975–1998 miejscowość administracyjnie należała do województwa toruńskiego.

## Demografia
Według Narodowego Spisu Powszechnego (III 2011 r.) liczył 113 mieszkańców. Jest dziewiętnastą co do wielkości miejscowością gminy Brodnica.